# Списък с парафилии
Настоящата статия представя списък с парафилии – състояния на постигане на сексуална възбуда или удовлетворение чрез обекти, ситуации или индивиди, които не отговарят на нормативно приетата сексуална стимулация; и които състояния предизвикват дистрес или сериозни проблеми за парафилика или хората, които са асоциирани с него или нея. Парафилията включва начини за постигане на сексуална възбуда или удовлетворение, които са атипични или крайни, като постигането на възбудата или оргазма зависи изключително от наличието на атипичния или краен стимул. За описание на някои парафилии има повече от един термин, като част от тези термини се припокриват с други.
В своя монография, публикувана през 2009 г., изследователя Анил Аграуал предлага списък от 547 различни парафилии, като подчертава: „Не всички от тези парафилии са наблюдавани в клинична среда. Това е така не защото може и да не съществуват, а защото те са толкова безвредни, че никога не са били забелязвани от клиницистите. Както и алергиите, сексуалната възбуда може да се провокира от всичко под слънцето, включително слънцето“.

## Парафилии
| Парафилия                      | Насока на еротичния интерес |
| ------------------------------ | --- |
| Абазиофилия                    | Хора с нарушена подвижност |
| Акротомофилия                  | Хора с ампутация |
| Агалматофилия                  | Статуи, манекени и неподвижност |
| Алголагния                     | Болка, конкретно включваща ерогенни зони; различава се от мазохизма, доколкото има биологично различна интерпретация на чувствителността, отколкото субективна такава    |
| Андромиметофилия               | Транс мъже |
| Анилилагния                    | Привличане на млади мъже към по-възрастни жени |
| Апотемнофилия                  | Ампутация на собствен крайник |
| Асфиксофилия                   | Задушаване или удушаване |
| Аутагонистофилия               | Поява на сцена или пред камера |
| Аутасасинофилия                | Попадане в ситуации, застрашаващи живота |
| Автоандрофилия                 | Биологическа жена, представяща си, че е мъж |
| Автоеротична асфиксия          | Самопредизвикано задушаване, понякога до постигане на състояние, близо до безсъзнание                                                                                    |
| Автогинофилия                  | Биологически мъж, представящ си, че е жена |
| Автонепиофилия                 | Образ на самия себе си като бебе. |
| Автопедофилия                  | Образ на самия себе си като дете. |
| Автоплюшофилия                 | Образ на самия себе си като плюшено или антропоморфизирано животно. |
| Автовампиризъм                 | Образ на самия себе си като вампир. |
| Автозоофилия                   | Образ на самия себе си като плюшено или антропоморфизирано животно. |
| Баястофилия                    | Изнасилване на лице, което не участва доброволно в сексуалния акт; вж. също фантазия за изнасилване                                                                      |
| Вампиризъм                     | Влечение към кръв |
| Воайоризъм                     | Наблюдаване на други хора, докато са голи или правят секс, обичайно без тяхното знание; известно още като скопофилия или скоптофилия.                                    |
| Ворарефилия                    | Идеята за изяждане или да бъдеш изяден от други; понякога идея да бъдеш погълнат наведнъж.                                                                               |
| Геронтофилия                   | Сексуално влечение към възрастни хора. |
| Гинемиметофилия                | Транссексуални или трансполови жени. |
| Дакрифилия                     | Сълзи или плач |
| Дендрофилия                    | Сексуално влечение към дървета/растения. |
| Еметофилия                     | Повръщане |
| Еротично задушаване            | Асфиксия на самия себе си или другиго |
| Еротофонофилия                 | Убийство |
| Ексхибиционизъм                | Излагане на собствените гениталии пред неочакващи това и неизразили желание или съгласие за това хора.                                                                   |
| Зоофилия                       | Сексуално влечение към животни. |
| Зоосадизъм                     | Причиняване на болка или наблюдаване на болка при животни. |
| Инфантофилия                   | Педофилия с фокус върху деца на възраст 5 или по-малко години. |
| Клептофилия                    | Кражба; още – клептолагния. |
| Клизмафилия                    | Извършването на клизма на себе си или на другиго. |
| Копрофилия                     | Сексуално удоволствие при наблюдаването на фекалии или от самия процес на изхождане (известно още като скат, скатинг, скатофилия или фекофилия).                         |
| Лактофилия                     | Кърма |
| Ликвидофилия                   | Потапяне на гениталиите в течности. |
| Макрофилия                     | Гиганти, особено доминация от страна на гигантски жени или мъже. |
| Мазохизъм                      | Страдание; подлагане на самия себе си на побой, връзване или друг вид унижение и подчинение.                                                                             |
| Механофилия                    | Коли или други машини; също мехафилия. |
| Менофилия                      | Менструация |
| Морфофилия                     | Определени форми или размери на тялото. |
| Мукофилия                      | Слуз |
| Мизофилия                      | Мръсотия, нечистотии или разлагащи се предмети. |
| Наратофилия                    | Мръсни думи. |
| Назофилия                      | Носове. |
| Некрофилия                     | Трупове. |
| Обектофилия                    | Изразено емоционално желание към определени неодушевени предмети. |
| Олфактофилия                   | Миризми. |
| Парафилен инфантилизъм         | Сексуална възбуда от преобличане или третиране като бебе. Още – автонепиофилия или синдром на порасналото бебе; значително се припокрива с фетишизъм към памперси.       |
| Парциализъм                    | Конкретни части на тялото, различни от гениталиите. |
| Педофилия                      | Сексуално влечение към деца в предпубертетна възраст; полово незрели и с неразвити вторични полови белези. Често бъркано с хебефилията, ефебофилията и педерастията.     |
| Пеодейктофилия                 | Изпитването на сексуално удоволствие чрез показване на голи части от тялото (обикновено гениталиите)                                                                     |
| Педовестизъм                   | Сексуално влечение към преобличане в детски дрехи. |
| Пиктофилия                     | Порнография или еротично изкуство, особено снимки. |
| Пикеризъм                      | Сексуално удовлетворение, постигано чрез пенетрация на тялото на партньора, най-често чрез намушкване или разрязване на тялото с остри предмети.                         |
| Плюшофилия                     | Сексуално влечение към плюшени играчки, обичайно животни. |
| Пигофилия                      | Сексуално влечение към задните части. |
| Пирофилия                      | Сексуално влечение свързано с огън. |
| Раптофилия                     | Сексуално удовлетворение свързано с извършване на изнасилване, вкл. инсцениране на такова по взаимно съгласие (вж. фантазия за изнасилване)                              |
| Садомазохизъм                  | Сексуалното влечение към действия, включващи причиняване и понасяне на болка, унижение или принуда към подчинение към и от партньора.                                    |
| Салирофилия                    | Омърсяване на други хора с мръсни или разлагащи се предмети. |
| Сексуален фетишизъм            | Сексуалното влечение към неодушевени предмети. |
| Сомнофилия                     | Сексуалното влечение, свързано със спящи или в безсъзнание хора. |
| Стенолагния                    | Сексуално влечение към мускули и демонстрация на сила. |
| Стигматофилия                  | Сексуално влечение към Телесен пиърсинг или татуировки. |
| Симфорофилия                   | Сексуално удовлетворение при наблюдаване или инсцениране на инциденти, напр. пътнотранспортни произшествия.                                                              |
| Телефонна скатология           | Сексуално удовлетворение, свързано с провеждане на Неприлични телефонни обаждания с вулгарни, сексуални обръщения, най-вече към непознати; още – телефоникофилия.        |
| Тератофилия                    | Сексуално влечение към хора с телесни деформации или такива с чудовищен външен вид.                                                                                      |
| Тъчеризъм                      | Сексуално удовлетворение чрез докосване на непознат човек, неочакващ и/или недал съгласието.                                                                             |
| Трансвестофилия                | ТрансвестизъмСклонност към обличане на дрехи на противоположния пол, но без да се чувства нужда от промяна на половата принадлежност.                                    |
| Трихофилия                     | Сексуално влечение към косата като фетиш. |
| Троилизъм                      | Куколдизъм – наблюдаване на сексуален акт между собствения постоянен партньор с друг човек, понякога без знанието на третия (наблюдаван) участник. Още – триолизъм.      |
| Уролагния                      | Сексуално удоволствие, свързано с уриниране върху други хора; подлагане на уриниране от страна на друго лице.                                                            |
| Фетишизмен трансвестизъм       | Преобличане в дрехите на противоположния пол с цел сексуална възбуда. Различно от трансвестизма при транссексуалността.                                                  |
| Фетишизъм към наднормено тегло | Сексуално влечение към лица с наднормено тегло |
| Фетишизъм към пъп              | Сексуално влечение към човешкия пъп (към собствения или нечий друг). |
| Фетишизъм към стъпала          | Сексуално влечение към човешки стъпала. |
| Формикофилия                   | Сексуално удоволствие предизвикано от полазване на насекоми. |
| Форнифилия                     | Сексуално удоволствие, свързано с олицетворение на хора в мебели. |
| Фротьоризъм                    | Отъркване в хора без тяхното съгласие. |
| Фетишизъм към памперси         | Памперси; припокрива се с парафилен инфантилизъм |
| Фетишизъм към гърди            | Гърди; още – мамафилия. |
| Хебефилия                      | Деца в ранна пубертетна възраст. |
| Хетерофилия                    | Влечение към, фетишизация на или сексуална идеализация на хетеросексуалността или хора, които се държат стереотипно хетеросексуално; особено при нехетеросексуални хора. |
| Хомеовестизъм                  | Обличане в дрехи, емблематични за собствения пол. |
| Хибристофилия                  | Престъпници, особено извършили тежки престъпни деяния. |
| Хремастистофилия               | Ограбване или задържане против волята. |
| Хронофилия                     | Партньори на възраст много далечна от собствената. |